# Zofia Voglowa
Zofia Voglowa (Vogl) z Abgaro-Zachariasiewiczów (ur. 1864 w Samborze, zm. 25 marca 1950 w Strzelcach Opolskich) – polska działaczka narodowa i społeczna, radna Tarnopola, wiceprzewodnicząca Narodowej Organizacji Kobiet.

## Życiorys
Od 1910 należała do zarządu koła Towarzystwa Szkoły Ludowej w Tarnopolu, gdzie była m.in. przewodniczącą Sekcji Przedsiębiorstw. Była członkinią Polskiego Towarzystwa Gimnastycznego „Sokół” i Towarzystwa św. Wincentego á Paulo.
Podczas I wojny światowej przebywała wraz z mężem w Wiedniu. Udzielała się tam w organizacjach charytatywnych. Na przełomie 1918 i 1919 w zajętym przez Ukraińców Tarnopolu organizowała opiekę nad polskimi jeńcami wojennymi z ramienia Polskiej Organizacji Narodowej. W czasie wyprawy kijowskiej w 1920 towarzyszyła żołnierzom do Koziatynia niosąc im pomoc w trakcie marszu.
Od 22 lutego 1920 należała do Komitetu Organizacyjnego „Pogotowia Narodowego”. Była założycielką Koła Pań. W październiku 1923 witała premiera Wincentego Witosa podczas jego wizyty w Tarnopolu. Była wiceprzewodniczącą Narodowej Organizacji Kobiet i przewodniczącą jej koła w Tarnopolu. Zasiadała w zarządzie Ligi Obrony Powietrznej i Przeciwgazowej, była też członkinią komisji LOPP na województwo tarnopolskie. Wspierała działalność Zrzeszenia Młodzieży Katolicko-Narodowej. Działała w Stronnictwie Narodowym. Weszła w skład zarządu Patronatu Przemysłu Ludowego i Domowego w Tarnopolu. Należała do licznych organizacji charytatywnych: była członkinią Towarzystwa Opieki nad Dziećmi i Młodzieżą w Tarnopolu, członkinią komisji rewizyjnej Związku Społecznych Organizacji Opieki nad Emigrantami we Lwowie i prezesem tarnopolskiego oddziału Towarzystwa Opieki nad Więźniami „Patronat”. Opiekowała się harcerzami w Kole Przyjaciół Harcerzy w Tarnopolu, gdzie pełniła funkcję zastępcy prezesa. Była przewodniczącą Polskiego Towarzystwa Opieki nad Grobami Bohaterów w Tarnopolu. Z ramienia Towarzystwa kierowała zbiórką na budowę Pomnika Bohaterów w Tarnopolu. W 1930 weszła w skład zarządu Koła Przyjaciół Policjanta w Tarnopolu. Dwa lata później była członkinią Wojewódzkiego Komitetu Obchodów Święta 3 Maja. W 1933 została wybrana radną Tarnopola z listy nr 1. W 1939 była członkinią komisji mandatowej Polskiego Komitetu Wyborczego w Tarnopolu. W tym samym roku kandydowała do Rady Miasta Tarnowa z Polskiej Listy w okręgu wyborczym nr 5. W imieniu Narodowej Organizacji Kobiet w Tarnopolu składała kondolencje po śmierci Romana Dmowskiego.
W latach 1942-1944 należała do Armii Krajowej. Po wojnie wyjechała z Tarnopola. Zmarła 25 marca 1950 w Strzelcach Opolskich.

## Rodzina
Pochodziła z rodziny o korzeniach ormiańskich. Była córką Franciszka Oswalda Abgaro-Zachariasiewicza i Jadwigi z Poray-Madejskich. Ze strony matki bratem jej dziadka był poseł na Sejm Krajowy Galicji i wiceprezydent Lwowa – Marceli Madeyski. Ze strony ojca bratem jej dziadka był biskup Franciszek Zachariasiewicz. Jej bratankiem był dziennikarz Stanisław Zachariasiewicz. 31 października 1889 w kościele św. Antoniego we Lwowie wyszła za mąż za Franciszka Vogla, nauczyciela i dyrektora gimnazjów.

## Ordery i odznaczenia
- Krzyż Kawalerski Orderu Odrodzenia Polski (28 kwietnia 1926)[23]
- Złoty Krzyż Zasługi (5 września 1938)[24]
- Srebrna Odznaka Honorowa Ligi Obrony Powietrznej i Przeciwgazowej II stopnia (13 maja 1933)[8]